# ميلدريد إيمس
ميلدريد إيمس (بالإنجليزية: Mildred Ames)‏ (2 نوفمبر 1919 - 20 يوليو 1994)؛ كاتِبة مُتخصِّصة في أدب الأطفال وروائية أمريكية.

## روابط خارجية
- ميلدريد إيمس على موقع IMDb (الإنجليزية)